# 祖田修
祖田 修（そだ おさむ、1939年10月11日 - 2025年1月20日）は、日本の農学者、農業経済学者。農学、農業経済学、地域経済論が専門。京都大学・福井県立大学名誉教授。元福井県立大学学長、放送大学客員教授。農学博士。
島根県安来市出身。地方産業振興に尽くした前田正名の研究者でもある。

## 略歴
- 1963年
  - 京都大学農学部農林経済学科卒業
  - 農林省経済局金融課
- 1965年 - 京都大学農学部助手
- 1973年 - 龍谷大学経済学部助教授
- 1980年 - 「『興業意見』と地方産業振興運動に関する研究」により、京都大学より農学博士の学位を取得
- 1984年 - 京都大学農学部助教授
- 1990年 - 京都大学農学部教授
- 1996年 - 京都大学評議員
- 1998年 - 放送大学客員教授兼務
- 2003年
  - 京都大学名誉教授
  - 福井県立大学経済・経営学研究科教授
- 2004年 - 福井県立大学学長
- 2010年 - 福井県立大学学長退任
- 2025年 - 1月20日、三重県伊賀市の病院で死去。85歳没[6]。

## 著書

### 単著
- 『前田正名』〈人物叢書〉（吉川弘文館、1973）オンデマンド版　2024、ISBN　9784642750745
- 『地方産業の思想と運動 : 前田正名を中心にして』（ミネルヴァ書房、1980）
- 『西ドイツの地域計画 : 都市と農村の結合』（大明堂、1984）
- 『日本の米 : コメ戦争をどうする』（岩波書店、1987）
- 『コメを考える』（岩波書店、1989）
- 『市民農園のすすめ : 見る緑から作る緑へ』（岩波書店、1992）
- 『都市と農村の結合』（大明堂、1997）
- 『着土の時代』（家の光協会、1999）
- 『農学原論』（岩波書店、2000：中国語版、中国人民大学出版社、2003：英語版、Trans Pacific Press、2006）
- 『着土の時代』（家の光協会、2003）
- 『食の危機と農の再生 : その視点と方向を問う』（三和書籍、2010）
- 『近代農業思想史 : 21世紀の農業のために』（岩波書店、2013）
- 『鳥獣害 : 動物たちと、どう向きあうか』（岩波書店、2016）

### 共著
- （戦後日本の食料・農業・農村編集委員会）『戦後日本の食料・農業・農村 第10巻』（農林統計協会、2003）

### 編著
- 『大地と人間 : 食・農・環境の未来』（放送大学教育振興会、1998）

### 共編
- （堀口健治・山口三十四）『国際農業紛争 : 保護と自由のはざまで』（講談社、1993）
- （井上忠司・福井勝義）『文化の地平線 : 人類学からの挑戦』（世界思想社、1994）
- （大原興太郎）『現代日本の農業観 : その現実と展望』（富民協会、1994）
- （久馬一剛）『農業と環境』（富民協会、1995）
- （大原興太郎・加古敏之）『持続的農村の形成 : その理念と可能性』（富民協会、1996）
- （八木宏典）『人間と自然 : 食・農・環境の展望』（放送大学教育振興会、2003）
- （太田猛彦）『農林水産業の技術者倫理』（農山漁村文化協会、2006）
- （佐藤晃一・太田猛彦・隆島史夫・谷口旭）『農林水産業の多面的機能』（農林統計協会、2006）
- （杉村和彦）『食と農を学ぶ人のために』（世界思想社、2010）

### 監修
- （シャルル・ヴァグネル・大塚幸男）『簡素な生活 : 一つの幸福論』（講談社、2001）
- （大原興太郎・加古敏之・池上甲一・末原達郎）『持続的農業農村の展望』（大明堂、2003）

### 翻訳
- クライド F. コーン編『都市拡大と農業』（中川聡七郎、高多康次との共訳、農林統計協会、1967）
- H.ハウスホーファー『近代ドイツ農業史』（三好正喜との共訳、未來社、1973）

### 著作選集
- 『祖田修著作選集』（農林統計協会、2016-）
  - 第1巻『都市と農村』
  - 第2巻『地方産業の近代化構想：前田正名の思想と運動』
  - 第3巻『農学原論：農業・農村・農学の論理と展望』
  - 第4巻『日本のコメ問題論集：アグリ・ミニマムの思想』
  - 第5巻『農業政策の展開過程：その理念と方向をめぐって』
  - 第6巻『食・農・環境の現実と展望：人は飢えずに環境を守れるか』
  - 第7巻『農村を思う　都市を考える：”着土”の理念に根ざす随想・論説集』
  - 第8巻『“場の農学”への道：新たな農業・農村を求めて 』